# Přepychy (kraj pardubicki)
Přepychy – wieś i gmina w Czechach, w powiecie Pardubice, w kraju pardubickim.
1 stycznia 2017 gminę zamieszkiwało 85 osób, a ich średni wiek wynosił 44,9 roku.